# Mónica Chuji
Mónica Patricia Chuji Gualinga (Comunidad Sarayaku, provincia de Pastaza, 30 de octubre de 1973) es una dirigente indígena ecuatoriana, defensora de los derechos humanos. Actualmente es candidata a la Asamblea Nacional por el movimiento Podemos.

## Estudios y experiencia
Hija de padre shuar y madre kichwa, Chuji es licenciada en comunicación social por la Universidad Politécnica Salesiana en 2000. Después, siguió su carrera de estudio de posgrado en Derechos Humanos y Ciencias Ambientales por la Universidad de Deusto en España en 2002, y estudios de Maestría en Estudios Socio ambientales en la Facultad Latinoamericana de Ciencias Sociales (FLACSO) de Ecuador en el 2006. Es una de las dirigentes indígenas más conocida en Ecuador, al respecto de la participación de las mujeres indígenas en la vida política y pública del país, ella cree, "que  va en aumento aunque aún es escasa".
Fue Secretaria General de Comunicación en el período de presidencia de Rafael Correa, desde enero hasta junio de 2007. También fue asambleísta constituyente en la elaboración de la Constitución del Ecuador del 2008, Presidenta de la Mesa 5 de la Asamblea Constituyente sobre Recursos Naturales y Biodiversidad, entre noviembre de 2007 hasta julio de 2008. Ha sido consultora de organismos internacionales, dirigente de bases y asesora de diversas organizaciones del movimiento indígena (FONAKISE, COIC, CONAIE, CODENPE y CONFENIAE). Miembro de la comunidad Sarayaku de Sucumbíos de la Federación de Organizaciones de la Nacionalidad Kichwa de Sucumbíos.
Como intelectual, ha escrito varios libros y artículos relacionados con idiomas ancestrales, seguridad social, plurinacionalidad e interculturalidad, actividad minera, estado y democracia plurinacional, educación intercultural bilingüe, derechos colectivos, medios de comunicación de las nacionalidades y pueblos.